# Лорето (муниципалитет, Южная Нижняя Калифорния)
Лорето (исп. Loreto) — муниципалитет в Мексике, штат Южная Нижняя Калифорния, с административным центром в одноимённом городе. Численность населения, по данным переписи 2020 года, составила 18 052 человека.

## Общие сведения
Название Loreto дано в честь богоматери из Лорето.
Площадь муниципалитета равна 4416 км², что составляет 6 % от площади штата, а наиболее высоко расположенное поселение Ранчо-Нуэво, находится на высоте 483 метра.
Он граничит с другими муниципалитетами Южной Нижней Калифорнии: на севере с Мулехе, на юге и западе с Комонду, а на востоке берега муниципалитета омываются водами  Калифорнийского залива.

## Учреждение и состав
Муниципалитет был образован в 1992 году, Конгресс штата утвердил создание пятого муниципалитета, отделив часть территории от муниципалитета Комонду, в его состав входит 127 населённых пунктов, самые крупные из которых:
| Код INEGI                  | Населённый пункт                                                               | Численность населения (2005 год) | Численность населения (2010 год) | Численность населения (2020 год) |
| -------------------------- | ------------------------------------------------------------------------------ | -------------------------------- | -------------------------------- | -------------------------------- |
| 009                        | Всего                                                                          | 11839                            | 16738                            | 18052                            |
| 0001                       | Лорето (исп. Loreto) 26°00′46″ с. ш. 111°20′36″ з. д. (административный центр) | 10283                            | 14724                            | 16311                            |
| 0161                       | Лигуи (исп. Ligüí) 25°44′09″ с. ш. 111°16′16″ з. д.                            | 183                              | 203                              | 248                              |
| 0156                       | Энсенада-Бланка (исп. Ensenada Blanca) 25°43′40″ с. ш. 111°15′11″ з. д.        | 121                              | 225                              | 227                              |
| 0222                       | Пуэрто-Агуа-Верде (исп. Puerto Agua Verde) 25°30′43″ с. ш. 111°04′17″ з. д.    | 172                              | 192                              | 210                              |
| 0206                       | Сан-Хавьер (исп. San Javier) 25°51′43″ с. ш. 111°32′36″ з. д.                  | 142                              | 131                              | 155                              |
| 0118                       | Нополо (исп. Nopoló) 25°56′07″ с. ш. 111°21′34″ з. д.                          | 79                               | 89                               | 103                              |
| —                          | Прочие                                                                         | 859                              | 1144                             | 798                              |
| Названия на карте Генштаба |                                                                                |                                  |                                  |                                  |

## Экономическая деятельность
По статистическим данным 2000 года, работоспособное население занято по секторам экономики в следующих пропорциях:
- сельское хозяйство, скотоводство и рыбная ловля — 14,9 %;
- промышленность и строительство — 19,5 %;
- торговля, сферы услуг и туризма — 63,4 %;
- безработные — 2,2 %.

## Инфраструктура
В муниципалитете расположен международный аэропорт Лорето.
По статистическим данным 2020 года, инфраструктура развита следующим образом:
- электрификация: 98,5 %;
- водоснабжение: 80,7 %;
- водоотведение: 96,9 %.

## Достопримечательности
На территории муниципалитета расположено множество достопримечательностей, но главной является миссия Богоматери из Лорето, основанная в 1697 году.